# Maastricht Randwyck vasútállomás
Maastricht Randwyck vasútállomás Hollandiában, Maastricht városában.

## Vasútvonalak
Az állomást az alábbi vasútvonalak érintik:
- Lüttich–Maastricht-vasútvonal
- Heuvellandlijn

## Kapcsolódó állomások
A vasútállomáshoz az alábbi állomások vannak a legközelebb:
- Maastricht vasútállomás (Aachen főpályaudvar, északnyugat, three-country train)
- Eijsden railway station (Liège-Guillemins vasútállomás, dél, three-country train)